# 신나는 개구쟁이
《신나는 개구쟁이》(영어: Diff'rent Strokes)는 1978년 11월 3일부터 1985년 5월 4일까지 NBC에서, 1985년 9월 27일부터 1986년 3월 7일까지 ABC에서 방영한 미국의 텔레비전 시트콤이다.
한국에서는 KBS 2TV에서 1985년부터 신나는 개구장이라는 제명 하에 방영되었다. 현재는 오늘날 한글 맞춤법에 따라 신나는 개구쟁이로 보통 표기되고 있다.
본작의 인기에 힘입어 파생작 《The Facts of Life》가 제작되어 NBC에서 1979년부터 1988년까지 방영되었다.

## 개요
할렘 출신 아널드와 윌리스는 돌아가신 어머니의 옛 고용주인 사업가 필립 드러먼드, 필립의 딸 킴벌리와 함께 부유한 파크가에서 살게 된다.

## 출연진
메인
- 콘래드 베인 - 필립 드러먼드 역
- 게리 콜먼 - 아널드 잭슨 역
- 토드 브리지스 - 윌리스 잭슨 역
- 데이나 플레이토 - 킴벌리 드러먼드 역
- 샬럿 레이 - 에드나 개릿 역
- 메리 조 캐틀렛 - 펄 갤러거 역
- 대니 쿡시 - 샘 매키니 역
- 딕시 카터 - 매기 매키니 드러먼드 역 (1984-85)
- 메리 앤 모블리 - 매기 매키니 드러먼드 역 (1985-86)

리커링
- 니드라 볼즈
- 재닛 잭슨
- 샤바 로스
- 로절린드 차오
- 제이슨 허비

## 방영 목록
| 시즌 | 화수 | 시작일           | 종료일          | 방송국 | 순위 |
| ---- | ---- | ---------------- | --------------- | ------ | ---- |
| 1    | 24   | 1978년 11월 3일  | 1979년 5월 4일  | NBC    | 27   |
| 2    | 26   | 1979년 9월 21일  | 1980년 3월 26일 | NBC    | 26   |
| 3    | 22   | 1980년 11월 12일 | 1981년 5월 13일 | NBC    | 17   |
| 4    | 26   | 1981년 10월 29일 | 1982년 5월 20일 | NBC    | 36   |
| 5    | 24   | 1982년 10월 2일  | 1983년 5월 14일 | NBC    | 51   |
| 6    | 24   | 1983년 10월 1일  | 1984년 5월 12일 | NBC    | 50   |
| 7    | 24   | 1984년 9월 29일  | 1985년 5월 4일  | NBC    | 37   |
| 8    | 19   | 1985년 9월 27일  | 1986년 3월 7일  | ABC    | 69   |

### 특별편

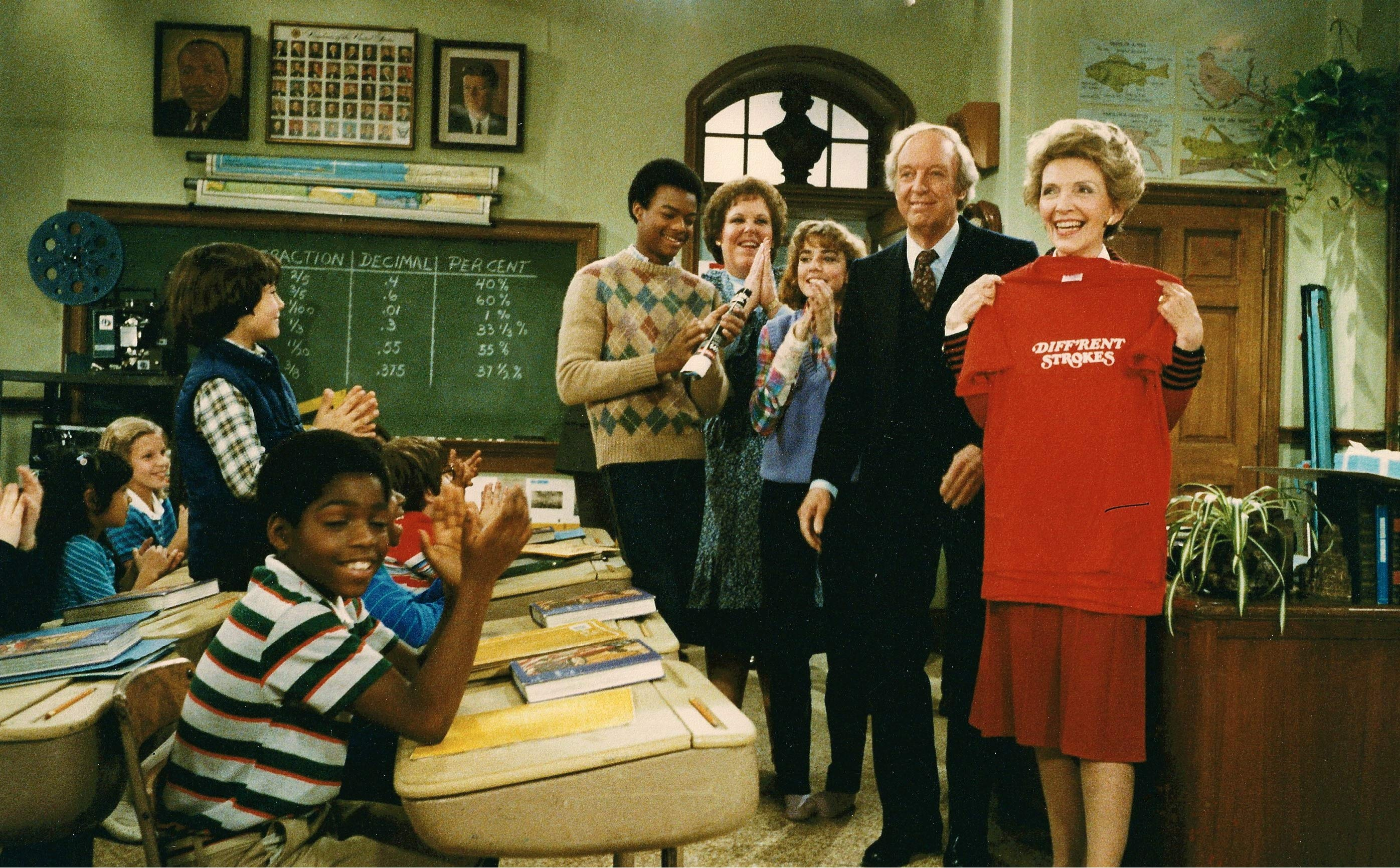
1983년 낸시 레이건이 출연한 회차의 촬영장 모습

1983년 영부인 낸시 레이건이 당시 로널드 레이건 정부가 펼치던 마약과의 전쟁 정책 일환인 "Just Say No(→그냥 안 한다고 말해)" 운동을 홍보하기 위해 마약 퇴치를 주제로 삼은 "The Reporter" 편에 출연한 적이 있다.
아널드가 학교 신문을 통해 학교 안에 마약이 퍼지고 있다고 고발하자 이 기사를 읽은 낸시 레이건이 직접 아널드 집에 찾아오고 학교에도 방문하여 기사 진위 여부를 의심하는 교사진을 설득한다는 내용을 담았다. 해당 회차는 1983년 3월 19일에 방영되었다.

### 파생작
시즌 1과 2에 나온 가정부 에드나 개릿(샬럿 레이 분)을 주인공으로 중심인물로 내세운 《The Facts of Life》를 NBC에서 1979년 8월 4일부터 1988년 5월 7일까지 방영하였다. 드러먼드가 가정부 일을 그만 둔 에드나가 뉴욕주 픽스킬에 위치한 가상의 기숙 여학교에 사감으로 취직하고 나중엔 영양사 일까지 맡으면서 학생들과 겪는 일상을 그린다. 시즌 7에서는 조지 클루니가 주연 중 하나로 등장하였다.

### 크로스오버
공식적으로 같은 세계관을 공유하지는 않는 다른 시트콤의 일부 회차에 본작의 등장인물들이 출연하였다.
아널드(게리 콜먼 분)는 《아빠는 멋쟁이》의 "The Great Computer Caper" 편과 《어메이징 스토리》의 "Remote Control Man" 편에 등장하였다.